# Coronis fille de Phlégias
Pour les articles homonymes, voir Coronis.

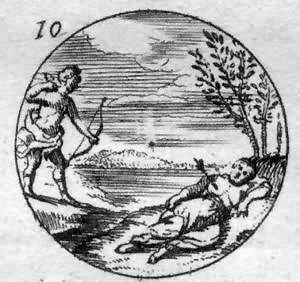
Apollon tue Coronis, gravure de Daniel de la Feuille (XVIIe siècle)

Dans la mythologie grecque, Coronis (en grec ancien Κορωνίς / Korônís, de κορώνη / korốnê, « corneille »), fille de Phlégias (roi des Lapithes), est la mère d'Asclépios (dieu de la médecine).
Selon la version majoritaire, rapportée par Ovide dans ses Métamorphoses (II, 531 et suivants), elle a pour nom  Coronis, en raison de sa beauté. Enceinte d'Apollon et craignant que celui-ci ne la quitte quand elle aura vieilli, elle prend comme amant un Arcadien du nom d'Ischys, fils d'Élatos. Apollon découvre cette aventure par un corbeau blanc, qu'il colore en noir pour le punir. Il décide de tuer Coronis et son amant. Avant de mourir, Coronis révèle au dieu sa grossesse. Apollon récupère alors l'enfant à naître, Asclépios, qu'il confie au centaure Chiron.

## Construction du mythe
Le mythe de Coronis apparaît de manière indirecte dans l'Hymne homérique à Apollon, qui évoque une rivalité entre le dieu et Ischys, fils d'Élation, pour la fille d'Azan,. Chez Hésiode, un corbeau informe Apollon que Coronis, fille de Phlégias, a épousé Ischys, fils d'Élation, mais le fragment s'arrête là,.
Dans la troisième Pythique de Pindare, au Ve siècle av. J.-C., Apollon apprend d'un corbeau et par ses propres talents de divination l'infidélité de Coronis avec Ischys et envoie sa sœur Artémis qui le venge en massacrant Coronis et ses voisines. Il arrache Asclépios du ventre de sa mère sur son bûcher funéraire et le confie à Chiron, pour que ce dernier apprenne à l'enfant l'art de guérir. Un scholiaste à Pindare rapporte une précision qu'il attribue à l'auteur hellénistique Artémon de Milet : Apollon en colère s'en prend au corbeau, transformant en noir son plumage initialement blanc. Un skyphos à figures rouges du milieu du Ve siècle montrait déjà Apollon accompagné d'un oiseau blanc. L'histoire de Coronis se retrouve également chez les mythographes Phérécyde et Acousilaos. Chez ce dernier, Coronis choisit le mortel Ischys parce qu'elle craint d'être abandonnée par Apollon.